# Rizal Memorial Stadium
Das Rizal Memorial Track and Football Stadium (deutsch Rizal-Gedenk-Leichtathletik- und Fußballstadion, kurz Rizal Memorial Stadium) ist ein Fußballstadion mit Leichtathletikanlage in der philippinischen Hauptstadt Manila.

## Geschichte
Es wurde 1934 eröffnet und ist das Hauptstadion im Rizal Memorial Sportkomplex und ist das Nationalstadion der Philippinen. Die Sportstätte ist offiziell das Heimstadion der philippinischen Fußballnationalmannschaft und bietet 12.873 Plätze. Benannt ist das Stadion sowie der gesamte Sportkomplex nach José Rizal, einem philippinischen Schriftsteller und Arzt, der ein scharfer Kritiker der spanischen Kolonialherrschaft war und von der Kolonialregierung im Dezember 1896 wegen Rebellion hingerichtet wurde. Er gilt seither als Nationalheld auf den Philippinen und zahlreiche Straßen, Parks und andere Einrichtungen sind nach ihm benannt.
Es diente unter anderem als Hauptaustragungsort der Asienspiele 1954 und den Südostasienspielen 1981, 1991 und 2005. Vor seiner Sanierung im Jahr 2011 war das Stadion stark renovierungsbedürftig und wurde für internationale Spiele nicht zugelassen.

## Rizal Memorial Sportkomplex
Neben dem Stadion gehören zum Sportkomplex weitere Sportstätten.
- Rizal Memorial Coliseum (Basketball, Turnen, Tennis, Volleyball)
- Rizal Memorial Baseball Stadium
- Rizal Memorial Swimming Stadium
- Ninoy Aquino Stadium (Basketball, Tischtennis, Taekwondo, Volleyball)
- PSC Badminton Hall
- PSC Bowling Hall

## Galerie

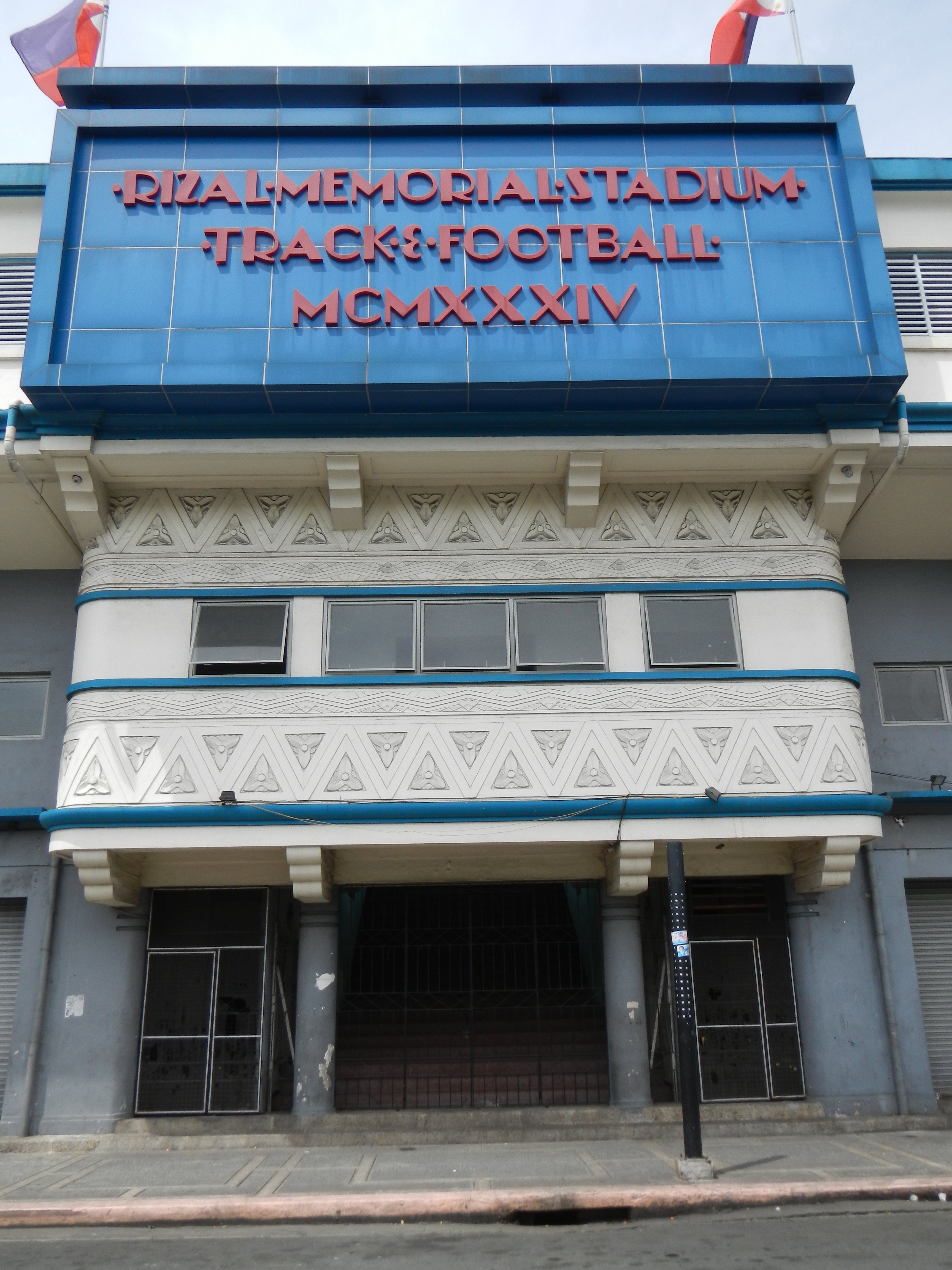
Eingangsbereich
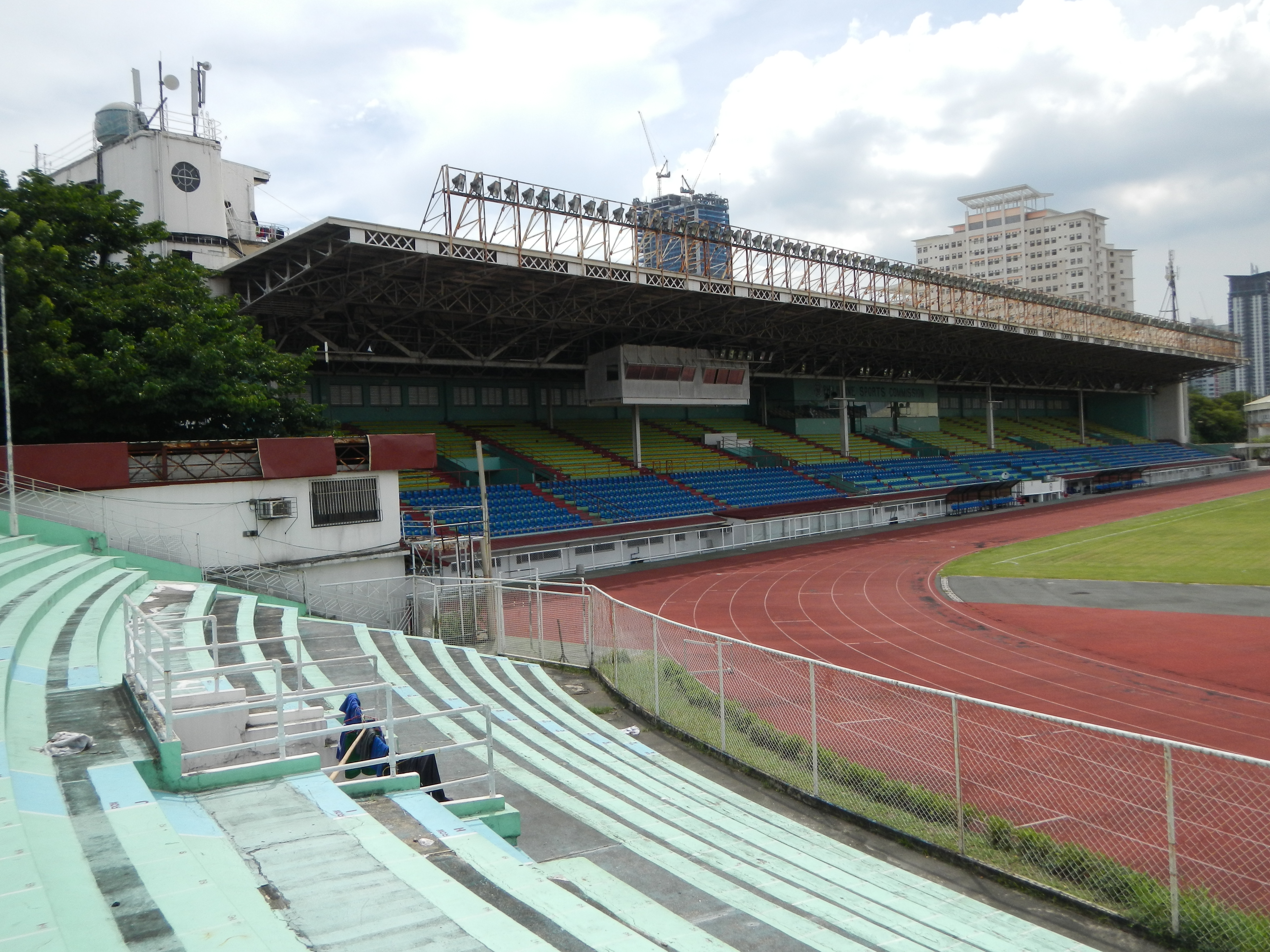
Die Haupttribüne